# Ivo Protulipac
Ivan (Ivo) Protulipac (Karlovac, 4. lipnja 1899. – Trst, 31. siječnja 1946.) bio je hrvatski odvjetnik i važan katolički aktivist kojeg je u Trstu 31. siječnja 1946. godine ubio Gino Benčić iz Sušaka pripadnik UDBA-e.

## Životopis
Rođen je u Karlovcu. Završio je Pravni fakultet u Zagrebu i radio kao odvjetnik. Branio je Marka Hranilovića u suđenju nekolicini članova Hrvatske pravaške omladine (HPO), koju je Kraljevina Jugoslavija proglasila terorističkom organizacijom, a sam Hranilović je bio optužen za ubojstvo novinara Tonija Schlegela, zbog čega je 25. prosinca 1931. godine na smrt obješen zajedno s Matijom Soldinom.
Bio je predsjednik Hrvatskog orlovskog saveza u trenutku, kada ga je kralj Aleksandar I. za vrijeme diktature, zabranio kao organizaciju što je Protulipca i Ivana Merza ponukalo na reformiranje saveza pod imenom Križarska organizacija. Zbog tog svog djelovanja Protulipac je u više navrata uhićivan, a biskupi Akšamović i Bonefačić su privođeni na ispitivanja od istražnih organa.
Protulipac je napustio Zagreb 6. svibnja 1945. godine, u nadi spasa pred progonom od strane partizanskih snaga iz Hrvatske. Premda je stigao do Rima odlučio se vratiti u Trst i pomagati izbjeglim Hrvatima na granici. Uz velečasnog Stanislava Golika srčano je pomagao hrvatskim izbjeglicama, pomagao organizirati svete mise i vjeronauk i tim se bavio sve do kobnog 31. siječnja 1946. godine kada ga je likvidirao pripadnik UDBA-e Gino Benčić s metkom u glavu.
Za tijelo Ive Protulipca pobrinuo se velečasni Stanislav Golik koji mu je pronašao primjeren grob u kojem je počivao sve do prenošenja tijela u Hrvatsku u Zagreb na Mirogoj nakon stjecanja neovisnosti devedesetih godina. Tijelo je ekshumirano 24. lipnja 1993. godine s tršćanskog groblja svete Ane i prevezeno u Zagreb. Sljedećeg dana održana je misa zadušnica i oproštaj od pokojnika, a 26. lipnja tijelo je pokopano na Mirogoju, u grobnicu gdje je za vrijeme svoga života dr. Protulipac često dolazio, dok je u njoj počivao njegov prijatelj Ivan Merz (tijelo Ivana Merza preneseno je 1977. godine iz mirogojske grobnice u Baziliku Srca Isusova u Zagrebu).

## Djela
- Hrvatsko orlovstvo (1926.)

## Pogledati još
- Hrvatski katolički pokret
- Ivan Merz
- Marica Stanković
- Feliks Niedzielski
- Lav Znidarčić
- Alojzije Stepinac